# Quartier asiatique

gebied van het Quartier asiatique, bestaande uit de Triangle de Choisy en Olympiades

Het Quartier asiatique ook wel Triangle de Choisy, of Petite Asie (Chinees: 巴黎唐人街, Vietnamees: Phố Tàu Paris) is het belangrijkste woongebied, alsmede commerciële en culturele centrum vav de Aziatische gemeenschap in Parijs. Het ligt in het zuidoosten van het 13e arrondissement.
Het hart van het Quartier asiatique bestaat uit de zogenaamde Triangle de Choisy, de driehoek tussen Avenue de Choisy, Avenue d'Ivry en Boulevard Masséna. Daarnaast maken delen van de wijk Olympiades deel uit van het Quartier asiatique. Dit is een woongebied met voornamelijk hoogbouw. Hoewel de wijk bekend staat als "Chinatown", wonen er ook veel immigranten uit Vietnam, Laos en Cambodja.
De eerste immigratiegolf naar het Quartier asiatique bestond uit Vietnamese vluchtelingen tijdens de Vietnamoorlog eind jaren 70. Latere immigratiegolven bestonden uit etnische Chinezen uit Vietnam, Laos en Cambodja, die vluchtten vanwege de communistische overnames en daaropvolgende repercussies. De Vietnamese inwoners van de eerste golf, integreerden vrij snel in de Franse samenleving en verhuisden naar andere delen van het Île-de-France, hoewel ze wel commercieel actief bleven in het Quartier asiatique. Het aandeel etnisch Chinese inwoners steeg daarna aanzienlijk, waardoor de wijk al snel bestempeld werd als Chinatown.
Andere plaatsen met veel Chinese inwoners in en rond Parijs zijn Belleville en Marne-la-Vallée.

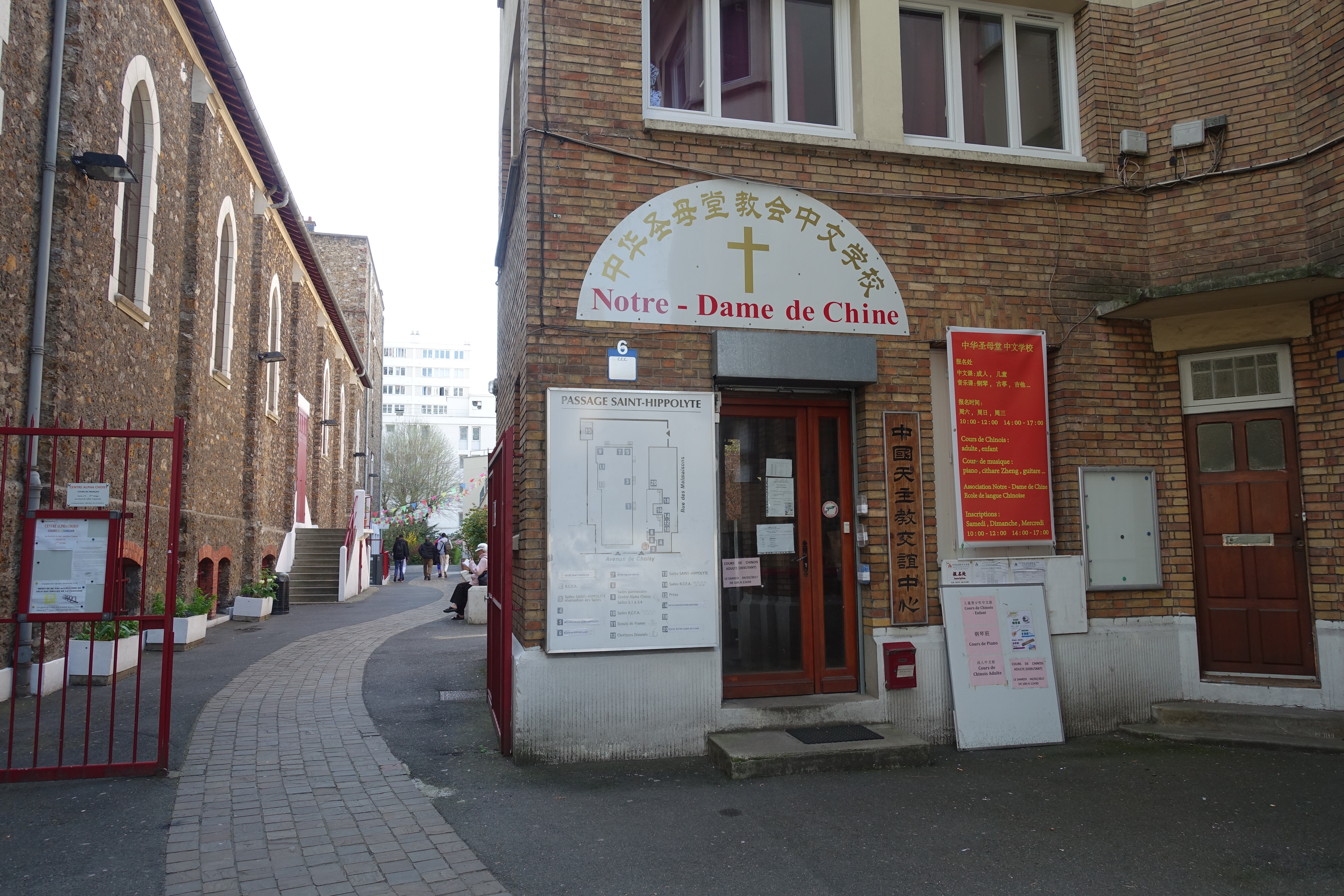
Église Notre-Dame-de-Chine
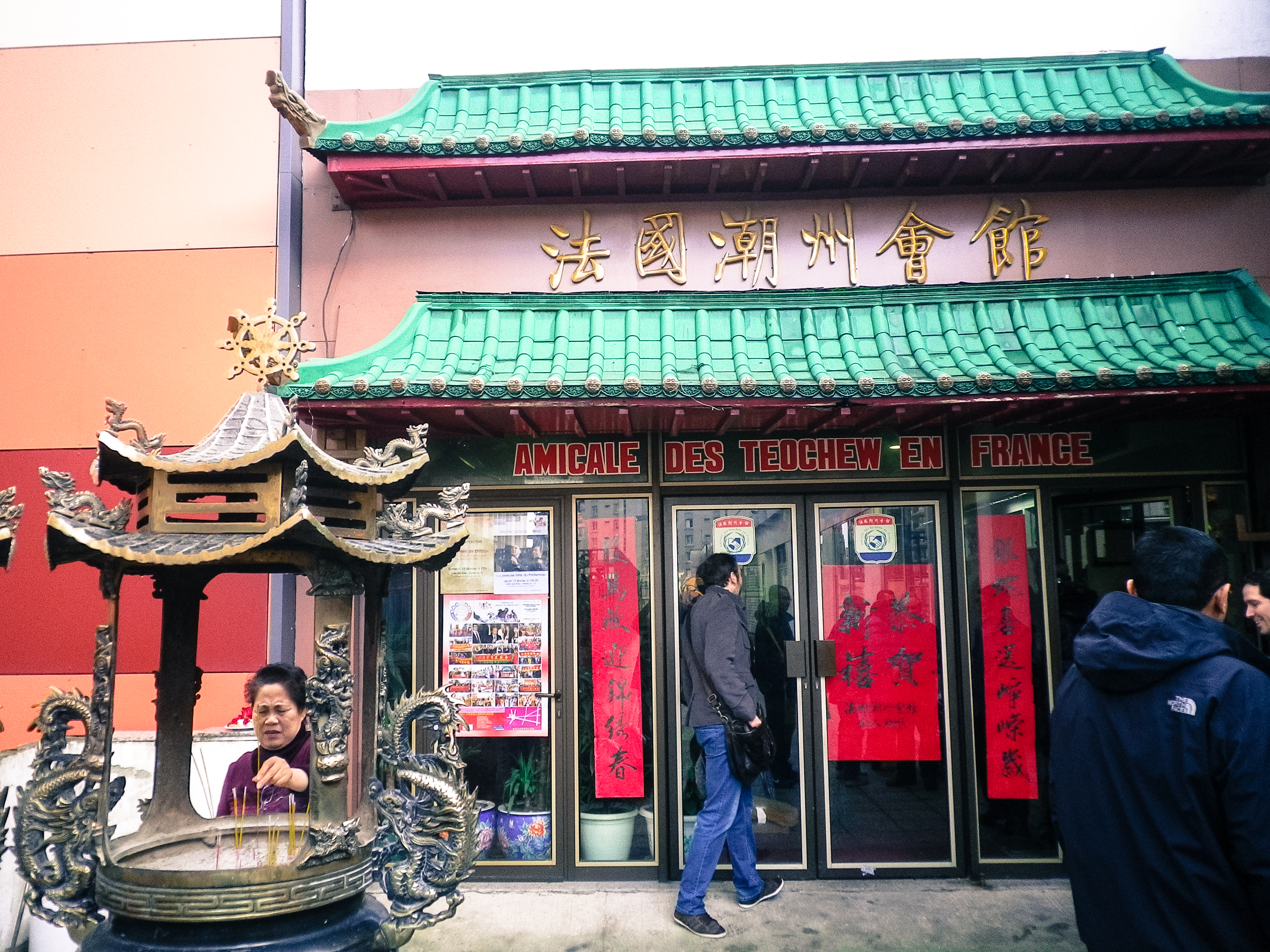
Boeddhistische tempel in Les Olympiades
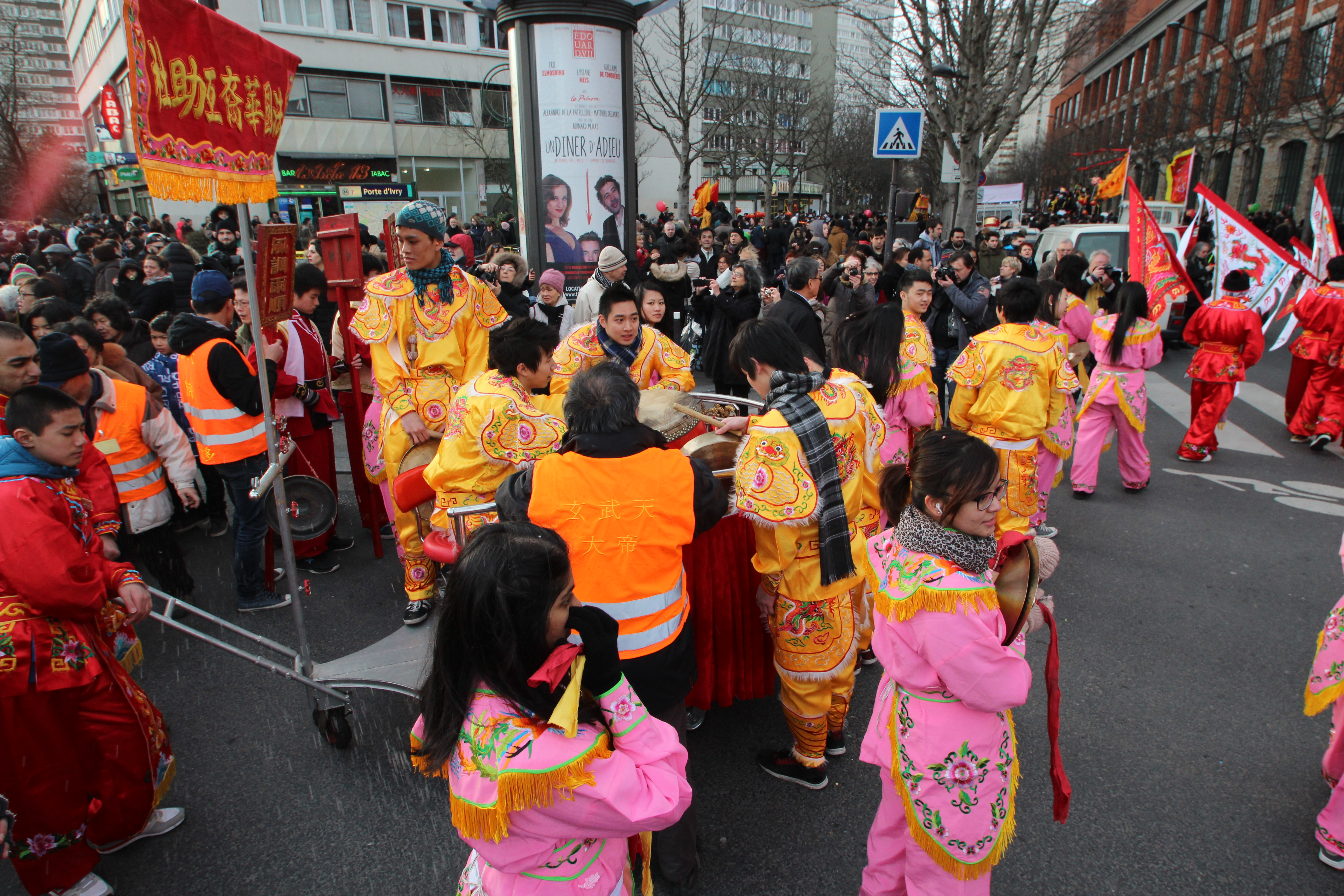
Viering van Chinees Nieuwjaar op de Avenue d'Ivry (2015)